# Provincia de Lualaba
Lualaba es una de las veintiséis provincias de la República Democrática del Congo, creada de acuerdo con la Constitución de 2005. La provincia de Lualaba finalmente se creó en 2015 a partir del distrito de Lualaba, el distrito de Kolwezi y la ciudad de Kolwezi administrada de forma independiente, todo anteriormente parte de la provincia de Katanga anterior a 2015. Su capital es Kolwezi.

## Historia
Lualaba se separó de la provincia de Katanga el 30 de junio de 1963. Luego, el 24 de abril de 1966, se unió con Katanga Oriental para formar la provincia de Katanga del Sur, que luego se fusionó con Katanga. El presidente de Lualaba, desde 1965 gobernador, fue Dominique Diur (n. 1929), que ocupó el cargo desde el 23 de septiembre de 1963 hasta el 24 de abril de 1966.

## División
- Dilolo
- Kapanga
- Kolwezi
- Lubudi
- Mutshatsha
- Sandoa